# Zaqum

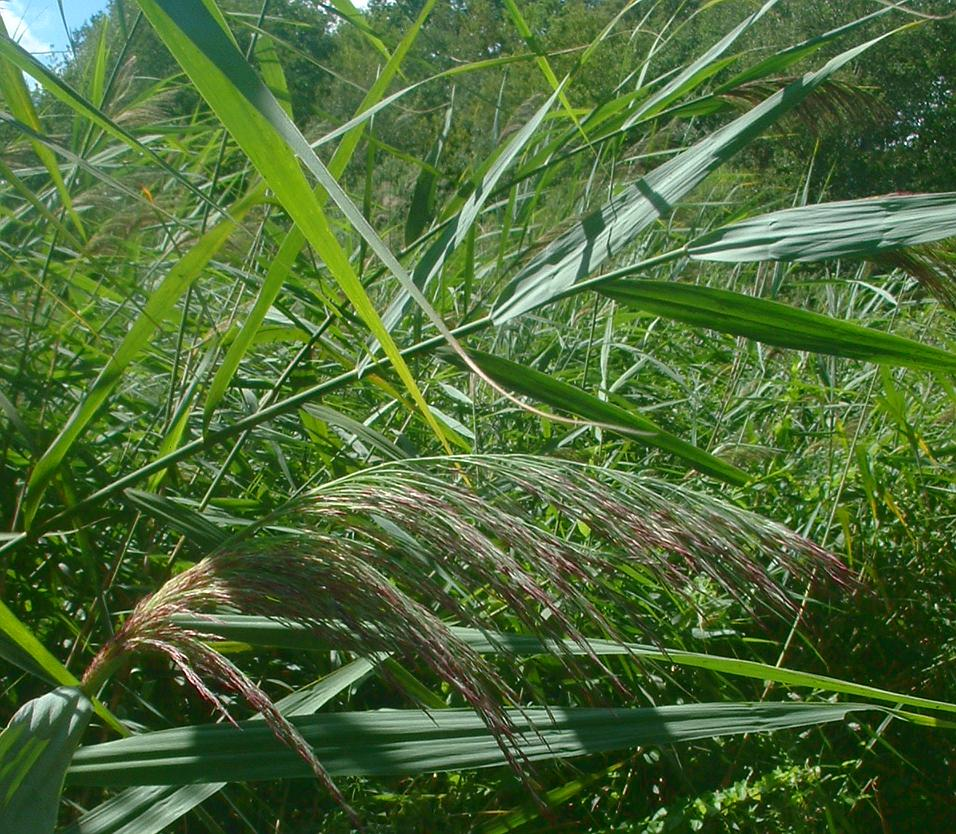
Planta Phragmites australis.

El Zaqum (en árabe: زقوم) es un árbol espinoso que crece en el Jahanam, el infierno musulmán. Tiene frutas amargas y espinosas con la forma de cabezas de diablos, llamadas guislin, que los condenados, Jati'un, deben comer, intensificando sus tormentos.
De acuerdo con Umar Sulayman al-Ashqar, una vez que el hambre de los jati'un está satisfecho el fruto quema sus vientres como lo haría el petróleo o el agua hirviendo.
El Zaqum ha sido identificado con la Euphorbia abyssinica por el pueblo beja, habitante del Sudán oriental, aunque no se parece a la descripción. Quizá la identificación sea debida a lo amargo de su savia. En Jordania se da el nombre de Zaqum al Balanites aegyptiaca.

### Citas
1. ↑  Corán 37:62-68
2. ↑   Corán 69:36-37
3. ↑  Corán 44:40-46
4. ↑  Musselman, L.J. Árboles del Corán y la Biblia (2003).(en inglés)
5. ↑  Albrecht, Kirk y Lyons, Bill. The Waters That Heal Archivado el 30 de septiembre de 2007 en Wayback Machine., Saudi Aramco World (marzo/abril 1995) pp. 34–39.(en inglés)

- Datos: Q147558